# イージー★ライター
『イージー★ライター』は、小沢真理による日本の漫画作品。『Kiss』（講談社）において、2000年から2001年まで連載された。全18話。単行本は講談社コミックスキスより全3巻。
編集プロダクションで働き始めた女性主人公が、尊敬する上司に恋心を抱きながらライターとして懸命に仕事に取り組み、成長していく様子を描いた作品。

## あらすじ
無職だった栗田もにかは、叔母の紹介で編集プロダクションの海宝社でライターとして働き始める。室長代理・篁に高齢者の疑似体験を命じられ、厳しい指導を受けながらようやく記事を執筆したもにかは、篁の仕事ぶりや人となりを知るうちに好きになり、ライターとして目指す目標にする。次に取り組んだ少年のいじめをテーマにした取材で、もにかは偶然に篁の家庭環境について知り、彼の弟・冬哉と出会う。体当たりで取材するもにかは、篁や冬哉の助けを得て、いじめられていた少年・尺谷薫を救う。もにかがようやく仕事に慣れてきた頃、海宝社が会社を畳むことになる。もにかは最後まで篁に好きだと言えず、編集部員たちはそれぞれ次の仕事へと旅立つ。フリーライターとして活動し、徐々に仕事を増やしてきたもにかは、偶然、篁と再会。ようやく好きだと自分の気持ちを告げるが、自分は人を愛することができないと篁に言われ、失恋する。それでも諦められないもにかは、海外取材の途中で入院した篁の元に行き、ついに思いを通わせる。

## 主な登場人物
栗田 もにか（くりた もにか）
主人公。21歳の無職の女性。夢にプータロー仲間が出るほど将来に焦りを感じていたが、叔母の紹介で海宝社でライターとして働き始める。密かにあだ名をつけるのが得意。新米ライターながら、篁の指導を受けながら体当たりで取材しルポルタージュ記事を執筆。仕事をするうちに、篁に魅かれ、ライターとしても彼を目標にするようになり、一人前になったらデートしてほしいと篁と約束する。海宝社がなくなった後もフリーライターとして実績を積み、成長する。
篁 朔哉（たかむら さくや）
海宝社の室長代理で有能なライター。もにかが密かにつけたあだ名は「若オヤジ」。政治家の家柄に育ち、名門高校・光檀学院とドイツの大学で学んだ後に帰国し、ルポライターになる。元総理大臣の孫の婚約者がいる。もにかが好意を抱いていることには気づかず、一人前のライターにしようと厳しく指導する。
冷泉（れいぜい）
海宝社の編集部員。優しそうな面立ちから、もにかが密かにつけたあだ名は「王子」。篁に好意を抱くもにかを優しく慰める。後に、故郷の老舗旅館を継ぎ、本名の嶋田譲（しまだ ゆずる）で小説を執筆する。
鬼頭（きとう）
海宝社の編集部員。コンピュータに強く、もにか曰く「電脳担当」。口は悪いが仕事ではもにかをサポートする。編集部にあった開かずの扉の鍵を針金で開ける特技を持つ。後にコンピューター関係のライターとなる。
尺谷 薫
名門高校の光檀学院2年生。同級生のいじめに遭い、匿名サイト「サメオの日記」を開設して同級生への殺意を書き込む。もにかを誤って怪我させてしまうが、自分を救おうとするもにかの取材と説得に応じて、いじめに正面から向き合うことを決意。
篁 冬哉（たかむら とうや）
名門高校の光檀学院3年生。尺谷薫を取材していたもにかと偶然出会い、いじめを暴き、尺谷を強くしたもにかを認める。高圧的な態度は兄と似ている。もにかと篁の結婚式には、篁の親族として唯一出席する。
ムラオカ
海宝社の社長。本人は登場しない。海外取材に出たまま中国で家庭を持ってしまい、副社長の妻と離婚することになる。これによって、海宝社が解散する。
知子（ともこ）
もにかの叔母。もにかに、海宝社の仕事を紹介する。その責任を感じて、海宝社が無くなる情報もいち早くもにかに伝えた。

## 書誌情報
- 小沢真理 『イージー★ライター』 講談社〈講談社コミックスキス〉、全3巻
  1. 2000年10月13日発売、ISBN 4-06-325909-9[1]
  2. 2001年3月13日発売、ISBN 4-06-325930-7[1]
  3. 2001年8月8日発売、ISBN 4-06-325946-3[1]